# Bioefetor
Um bioefetor é um microrganismo viável ou composto natural ativo que afeta direta ou indiretamente o desempenho da planta (biofertilizante) e, portanto, tem o potencial de reduzir o uso de fertilizantes e pesticidas na produção agrícola.
Os bioefetores afetam direta ou indiretamente o desempenho das plantas, influenciando a implementação funcional ou a ativação de mecanismos biológicos, particularmente aqueles que interferem nas interações solo-planta-micróbio.
Preparações bioefetoras (bioagentes) como produtos pré-formulados são aplicadas para aumentar a eficiência da cultura; podem conter um ou mais bioefetores juntamente com outras substâncias.

## Pesquisa e divulgação pública
Sob a sigla Biofector, a União Europeia apoia a Pesquisa de Bioefetores sob a liderança da Universidade de Hohenheim.
Os resultados do projeto serão avaliados pelos membros da Associação de Bioestimulantes na Agricultura (ABISTA) e disponibilizados à agricultura para utilização e às instituições da UE para os procedimentos legislativos e de registro.
A empresa australiana Prenolica também investe em pesquisas de bioeficiência, com uma patente que permite o isolamento de “elementos vivos” da biomassa verde, principalmente coníferas, de forma que preserve e amplifique sua atividade biológica como complexos equilibrados e sinérgicos, particularmente poliprenóis. O início da pesquisa data de, pelo menos, 1933, com os doutores Solodky e Agranat.